# محمد الشلالدة
«محمد فهاد» صبري عبد الرحمن الشلالدة (وُلد في 3 فبراير 1955 في سعير) قانوني وأكاديمي فلسطيني، شغل منذ أبريل 2019 وحتى مارس 2024 منصب وزير وزارة العدل ضمن حكومة محمد اشتية.

## التحصيل العلمي
حصل الشلالدة على شهادة الدراسة الثانوية العامة من مدارس مدينة الخليل عام 1974. حصل على درجة الماجستير في القانون من كلية القانون الدولي في جامعة أذربيجان الحكومية في العاصمة الأذربيجانية باكو عام 1983، كذلك حصل على درجة الدكتوراه في القانون الدولي من نفس الجامعة عام 1987.

## الحياة العملية
منذ عام 1988، عمل الشلالدة بعد تخرجه محاميًا نظاميًا واستمر حتى عام 2019.
شغل منصب عميد كلية الرحمة للبنات في مدينة الخليل في الفترة منذ عام 1990 وحتى عام 1995، وكان محاضرًا فيها ورئيسًا لدائرة العلوم الاجتماعية.
عمل نائبًأ أكاديميًا لعميد كلية فلسطين التقنية للبنات في مدينة رام الله في الفترة 1995–1996.
عمل محاضرًا في عدة جامعات هي: جامعة القدس، وجامعة بوليتكنك فلسطين، وجامعة القدس المفتوحة وجامعة الاستقلال. صار فيها عميدًا لكلية حقوق جامعة القدس في الفترة 2005–2011، وعميدًا لكلية القانون والعلوم الشرطّية في جامعة الاستقلال في الفترة 2011–2013.
شغل منصب مدير المعهد الفلسطيني للقانون الدولي الإنساني وحقوق الإنسان في الفترة 2004–2019.
عُين وزيرًا للعدل في حكومة محمد اشتية في أبريل 2019 واستمر حتى 31 مارس 2024.
أصبح بصفته وزيرًا للعدل في 31 يوليو 2019 عضوًا في المجلس التنسيقي الأعلى لقطاع العدالة، وفي 16 أغسطس 2023 استمر بعضوية المجلس بعد تعديله.

## مؤلفات
- كتاب القانون الدولي الإنساني عام 2017.[3]